# Podnoszenie ciężarów na Letnich Igrzyskach Olimpijskich 1980 – waga średnia mężczyzn
Rywalizacja w wadze do 75 kg mężczyzn w podnoszeniu ciężarów na Letnich Igrzyskach Olimpijskich 1980 odbyła się 24 lipca 1980 roku w hali Pałac Sportu Izmajłowo. W rywalizacji wystartowało 16 zawodników z 14 krajów. Tytułu sprzed czterech lat nie obronił Jordan Mitkow z Bułgarii, który tym razem nie startował. Nowym mistrzem olimpijskim został jego rodak - Asen Złatew, srebrny medal wywalczył Ołeksandr Perwij z ZSRR, a trzecie miejsce zajął kolejny Bułgar - Nedełczo Kolew.

## Wyniki
| Pozycja | Zawodnik                  | Reprezentacja   | Waga  | Rwanie | Rwanie | Rwanie | Podrzut | Podrzut | Podrzut | Wynik |
| Pozycja | Zawodnik                  | Reprezentacja   | Waga  | 1      | 2      | 3      | 1       | 2       | 3       | Wynik |
| ------- | ------------------------- | --------------- | ----- | ------ | ------ | ------ | ------- | ------- | ------- | ----- |
| 1. !    | Asen Złatew               | Bułgaria        | 74,65 | 155,0  | 160,0  | 162,5  | 190,0   | 200,0   | 205,0   | 360,0 |
| 2. !    | Ołeksandr Perwij          | ZSRR            | 74,20 | 152,5  | 157,5  | 157,5  | 190,0   | 200,0   | 205,0   | 357,5 |
| 3. !    | Nedełczo Kolew            | Bułgaria        | 73,90 | 152,5  | 157,5  | 162,5  | 187,5   | 195,0   | 197,5   | 345,0 |
| 4       | Julio Echenique           | Kuba            | 73,35 | 145,0  | 150,0  | 150,0  | 182,5   | 187,5   | 187,5   | 327,5 |
| 5       | Dragomir Ciorolan         | Rumunia         | 74,65 | 140,0  | 145,0  | 145,0  | 182,5   | 190,0   | 190,0   | 322,5 |
| 6       | Tapio Kinnunen            | Finlandia       | 74,10 | 142,5  | 147,5  | 147,5  | 172,5   | 177,5   | 180,0   | 320,0 |
| 7       | Bertil Sollevi            | Szwecja         | 74,75 | 130,0  | 135,0  | 137,5  | 172,5   | 177,5   | 177,5   | 310,0 |
| 8       | Newton Burrowes           | Wielka Brytania | 74,85 | 130,0  | 135,0  | 135,0  | 167,5   | 172,5   | 172,5   | 302,5 |
| 9       | Rogelio Weatherbee        | Meksyk          | 74,85 | 130,0  | 135,0  | 135,0  | 160,0   | 165,0   | 170,0   | 300,0 |
| 10      | Vincenzo Pedicone         | Włochy          | 73,70 | 130,0  | 130,0  | 135,0  | 160,0   | 165,0   | 167,5   | 295,0 |
| 11      | Kevin Kennedy             | Wielka Brytania | 74,00 | 130,0  | 140,0  | 140,0  | 160,0   | 165,0   | 165,0   | 295,0 |
| 12      | Dušan Mirković            | Jugosławia      | 74,45 | 127,5  | 132,5  | 132,5  | 162,5   | 170,0   | 170,0   | 290,0 |
| 13      | Damdinsürengijn Boldbajar | Mongolia        | 73,90 | 127,5  | 127,5  | 127,5  | 155,0   | 162,5   | 162,5   | 282,5 |
| 14      | Sampson Cosmas            | Nigeria         | 74,80 | 110,0  | 115,0  | 117,5  | 140,0   | 140,0   | 145,0   | 255,0 |
| -       | Günter Schliwka           | NRD             | 73,50 | 145,0  | 150,0  | 150,0  | 187,5   | 187,5   | 187,5   | DNF   |
| -       | Mohamed Tarabulsi         | Liban           | 74,75 | 142,5  | 142,5  | 142,5  | -       | -       | -       | DNF   |